# Wallonië
Wallonië (Frans: Wallonie; Duits: Wallonie(n); Waals: Walon(r)eye) is de zuidelijke deelstaat van België en is in hoofdzaak Franstalig. De inwoners worden Walen genoemd. Wallonië beslaat met 16.901 km² in oppervlakte ruim de helft van het land. Het is met 3.704.990 inwoners (219 inw./km²) – iets minder dan één derde van de Belgische bevolking – aanzienlijk dunner bevolkt dan Vlaanderen, het noordelijke deel van België. De inwoners zijn overwegend Franstalig, in het uiterste oosten (de Oostkantons) spreekt men echter Duits.
Bestuurlijk komt Wallonië overeen met het Waals Gewest, met inbegrip van de gemeenten van de Duitstalige Gemeenschap. Het gewest regelt de gebiedsgebonden zaken (bijvoorbeeld infrastructuur) in het gebied. Daarnaast bestaat de Franse Gemeenschap, die beleid voert op onderwerpen als onderwijs, welzijn en media voor de Franstalige inwoners van zowel Wallonië als het Brussels Hoofdstedelijk Gewest. 
Behalve aan Vlaanderen grenst het gewest aan Frankrijk (zuidgrens), het groothertogdom Luxemburg, Duitsland en Nederland. De hoofdstad van het Waals Gewest is Namen, dat circa 110.000 inwoners telt. Een groot deel van Wallonië ligt relatief hoog boven de zeespiegel, het wordt gedomineerd door de Ardennen. Wallonië behoort tot de eerste gebieden van het Europese vasteland waar de Industriële revolutie doordrong, dit vooral in de provincies Henegouwen en Luik.

## Algemeen

### Naam
Het woord Waals werd gebruikt in de betekenis van de Romaanse wereld die tegenover de Germaanse geplaatst werd. Het woord in zijn huidige betekenis — la Wallonie als het Romaanse gedeelte van de nieuwe staat België — is door Joseph Grandgagnage in zijn boek Wallonnades gebruikt. Met de Waalse schrijver en militant voor de Franstalige zaak Albert Mockel kreeg het woord ook een politiek en cultureel gekleurde lading, waarbij Wallonië en de Waalse zaak tegenover Vlaanderen en de Vlaamse beweging worden gesteld.
In 2010 heeft de Waalse regering beslist in haar communicatie eenduidig de naam Wallonie te voeren in plaats van de formele naam Région wallonne.

### Etymologie
Volgens taalkundige Alfred Michiels zou “Waals” komen uit de Germaanse talen, om iemand die niet Germaans sprak aan te duiden. Dit kan een aanpassing zijn van de naam "Gallus", Galliër of Kelt. Toen de Germanen (Franken) in de vierde eeuw in contact kwamen met de Gallo-Romeinen, spraken die geen Keltisch meer maar (volks)Latijn. Ze noemden zichzelf op Latijnse wijze "Gallus", dat toen reeds naar de Laat-Latijnse uitspraak "Gallo" was geëvolueerd. De Germanen spraken dat uit als "Wallo" en "Walha". De beginklanken "G" of "GU" werden in het Germaans "W" uitgesproken, en omgekeerd. Dit bemerken we bij een aantal leenwoorden in het Frans: het Germaans "Wilhelm" werd in het Frans "Guillaume", "weer" (oorlog) werd "guerre", "wesp" werd "guêpe", "wad" werd "gué". Reeds Voltaire vertelde in zijn "Encyclopédie" dat "Gallus" en "Walch" hetzelfde woord was. De Germanen gingen alle mensen die Latijn, Oud-Frans of Keltisch praatten "Walen" noemen. Vandaar de naam Wales, waar de bevolking een Keltische taal sprak en spreekt; die Welsche Schweiz, de Duitse benaming voor het Romaanse deel van Zwitserland; Walachije, het Roemeenstalige deel tegenover Zevenburgen, het vroeger grotendeels Duits- en Hongaarstalige deel van wat nu Roemenië is.
De Germanist Van Veen geeft een andere woordverklaring. De Germaanse term kan volgens hem op zich afkomstig zijn van de Romeinse term om een Keltische stam aan te duiden: Volcae. Waals was dus ook een aanduiding voor taal, en betekende min of meer “Romaans”. De geografische spreiding van Wales, Wallonië, Valois, Wallis, Wällisch, Walachije maakt de verklaring van Van Veen echter onwaarschijnlijk, want deze gebieden kwamen in contact met verschillende Germaanse stammen, die geen eenheid vormden. Het is dan ook moeilijk te begrijpen dat al die verschillende stammen, die geografisch ver uit elkaar woonden, alle de naam van de Volcae, waarmee de Franken in contact kwamen, hebben veralgemeend.
Het Waals, het Picardisch, het Champenois en het Lorreins zijn de Romaanse dialecten die in de Waalse gebieden werden gesproken; in de gebieden ten zuiden van de taalgrens die het Germaanse taalgebied scheidt van het Romaanse taalgebied. Deze gebieden waren taalkundig dikwijls erg gemengd (Germaanse en Romaanse talen dooreen). De Romaanse dialecten van de langue d'Oïl kwamen voort uit een gevulgariseerd Latijn dat reeds tegen de achtste eeuw gedifferentieerd was.

### Hoofdstad
In 1986 nam het Waals Parlement een decreet aan waarbij Namen officieel werd uitgeroepen tot hoofdstad van het Waals Gewest. Pas in 2010 werd decretaal vastgelegd dat Namen de enige vestigingsplaats is van het Waals Parlement en de Waalse regering.

### Vlag en volkslied
Het volkslied van Wallonië is de Franse vertaling van Le chant des Wallons, een lied dat oorspronkelijk in 1900 in het Waals was geschreven. De officiële vlag van Wallonië gaat terug op het ontwerp van kunstenaar Pierre Paulus uit 1913.

## Ontstaan

### Waalse Beweging
Er bestond in de tweede helft van de negentiende eeuw al een beginnende Waalse Beweging, als reactie op de Vlaamse Beweging. Vanaf 1910 veranderde zij van karakter en ging strijden voor de Waalse onafhankelijkheid of zelfbestuur en/of aansluiting bij Frankrijk. Een markeringspunt vormt de brief van Jules Destrée aan de koning der Belgen, "Sire, er zijn geen Belgen", in 1912. De brief werd gepubliceerd in de Revue de Belgique (15 augustus 1912) en in de Journal de Charleroi (24 augustus 1912). Ook vonden er publicaties plaats in de grootste Waalse dagbladen, zoals de Gazette de Charleroi, L'Express en La Meuse, de katholieke dagbladen uitgezonderd. Er verscheen ook een artikel in The New York Times.

Industriële bronnen van België in 1968. Tussen 1810 en 1960 was de industriële ruggengraat van het land (kolenmijnen en staalindustrie) gelegen in de vallei van de Maas en de Samber.

Maar vooral in 1950 (gedurende de Koningskwestie) en in 1960 met André Renard (gedurende de algemene staking van 1960-1961), werd zelfbestuur geëist om zo grondige economische hervormingen door te voeren die de verdere teloorgang van Wallonië zou moeten voorkomen. Was de beweging tot dan toe politiek actief binnen de structuren van de reeds bestaande (nog unitaire) politieke partijen (vooral de PSB), dan vertaalde dit zich in de jaren 60 eerst in de oprichting van de politieke beweging MPW (waar ook een aantal leden van de PSB aansloten) en nadien de politieke partij RW, die in 1965 een eerste parlementszetel veroverde en doorgroeide naar twaalf stuks in 1977. Nadien zou de partij uit elkaar vallen door verschillende visies van de kopstukken, waarvan enkelen zouden overstappen naar andere partijen, om medio jaren 80 uit het parlement te verdwijnen. Thans geniet de Waalse Beweging, zeker in vergelijking met de Vlaamse Beweging, slechts marginale steun.

### Ontwikkeling
Vanaf 1960 zette het economisch verval van Wallonië in en was Vlaanderen in opkomst. De zogenoemde communautaire problematiek werd hierdoor aangescherpt. Na het ontstaan van België in de 19e eeuw hadden het aanvankelijk meer ontwikkelde Wallonië en de Franstalige burgerij de Belgische economie en politiek gedomineerd. Terwijl de Vlaamse Beweging vooral uit was op de erkenning van het Nederlands en culturele autonomie voor Vlaanderen, lagen de doelstellingen van de Waalse Beweging voor de federalisering van het land eerder bij economisch zelfbestuur om het verval van de kool- en staalindustrie, waarop de Waalse economie steunde, af te remmen. Een heropleving bleef uit, en sinds de jaren 1960 kampt Wallonië met een grotere werkloosheid, lager inkomen, lagere economische groei en minder gezonde openbare financiën dan Vlaanderen.

## Geografie

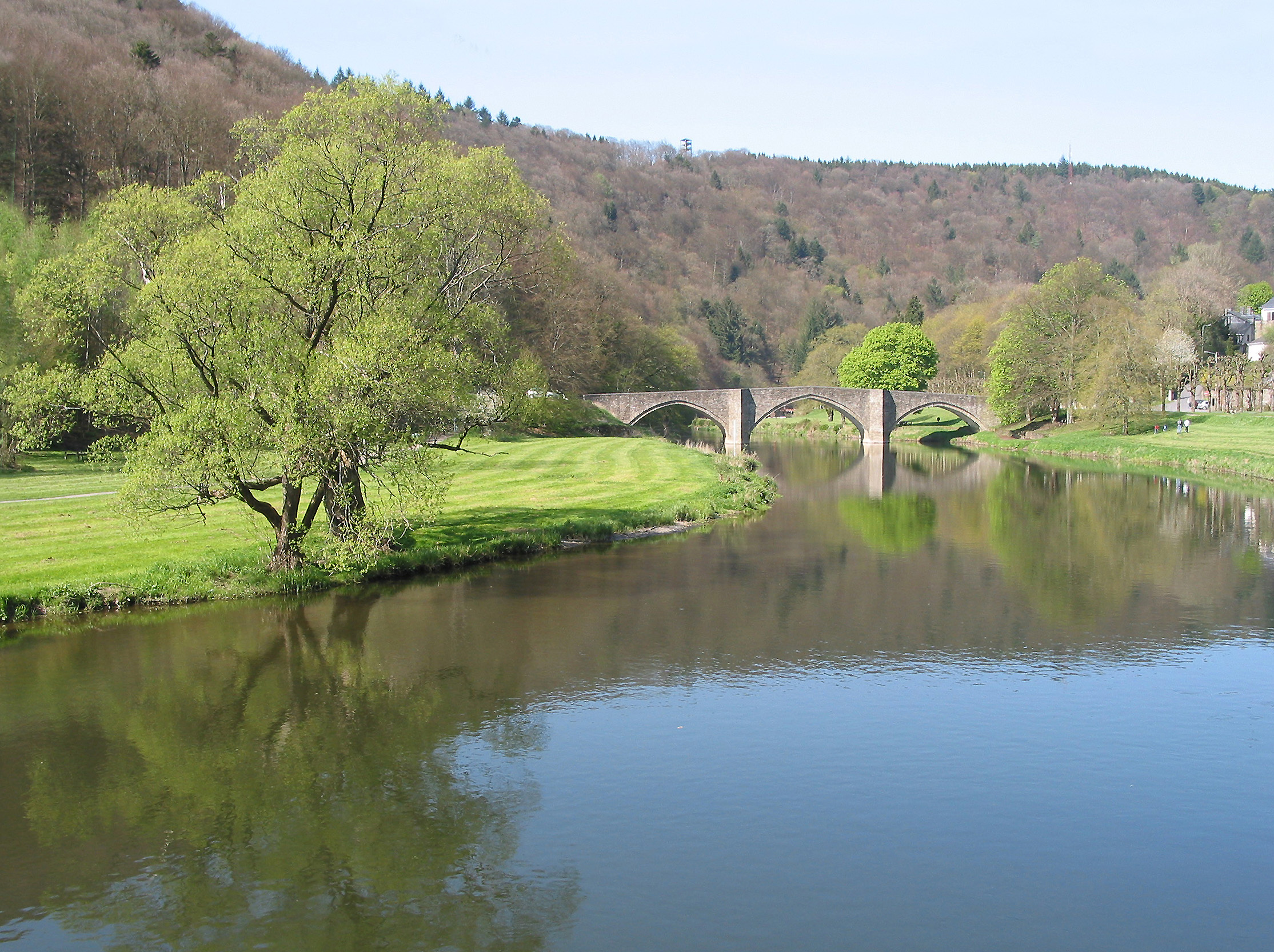
De Semois met de Pont de Cordemoy bij Bouillon in de zuidelijke Ardennen

De Maas is de belangrijkste rivier in Wallonië. De Samber is de belangrijkste bijrivier van de Maas en net als deze grotendeels gekanaliseerd middels sluizen en stuwen om de bevaarbaarheid met vrachtschepen te verzekeren, ze lopen samen als een West-Oost-as door Wallonië. Andere belangrijke Waalse zijrivieren van de Maas zijn de Semois, de Lesse en de Ourthe. De Dender, Dijle en Zenne hebben enkel hun bron en bovenloop in Wallonië en behoren tot het stroomgebied van de Schelde die (net als de Maas) Wallonië vanuit Frankrijk binnenstroomt om kort nadien al Vlaanderen te bereiken. De Leie vormt de grens met Frankrijk ter hoogte van Komen-Waasten. Het uiterste oosten van Wallonië behoort tot het stroombekken van de Rijn en ter hoogte van Chimay ontspringt de Oise behorend tot het bekken van de Seine. Wallonië kent grotere reliëfverschillen dan Vlaanderen, het laagste punt ligt bij Orroir aan de Schelde (10 meter), het hoogste punt van het gewest en daarmee van geheel België is met 694 meter het Signaal van Botrange in de Hoge Venen. De regio ten noorden van de Samber en Maas behoort op het uiterste westen na (Scheldevallei) tot Midden-België met de vruchtbare leemplateaus van Henegouwen, Brabant en Haspengouw, het gebied ten zuiden van Samber en Maas behoort tot Hoog-België met van noord naar zuid de Condroz, de depressie van de Famenne, het hooggelegen door rivieren doorsneden bosrijke plateau van de Ardennen, en in het uiterste zuidoosten Belgisch Lotharingen ook bekend als de Gaume dat aansluit bij het Franse Lotharingen. De Famenne en Ardennen worden van elkaar gescheiden door een lange smalle van west naar oost lopende kalkrichel de Calestienne.

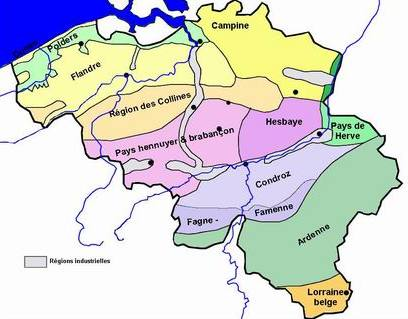
de geografische streken van Wallonië

### Provincies en gemeenten

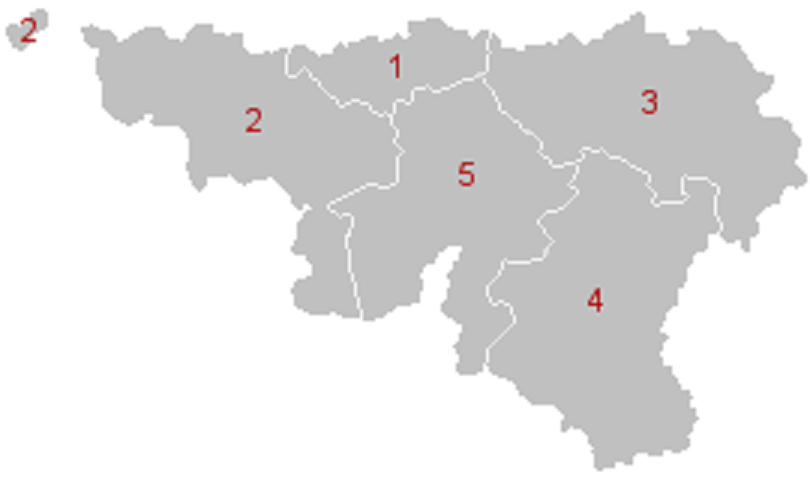
Het Waalse grondgebied omvat vijf provincies en 262 gemeenten:
1 Waals-Brabant
2 Henegouwen
3 Luik
4 Luxemburg
5 Namen

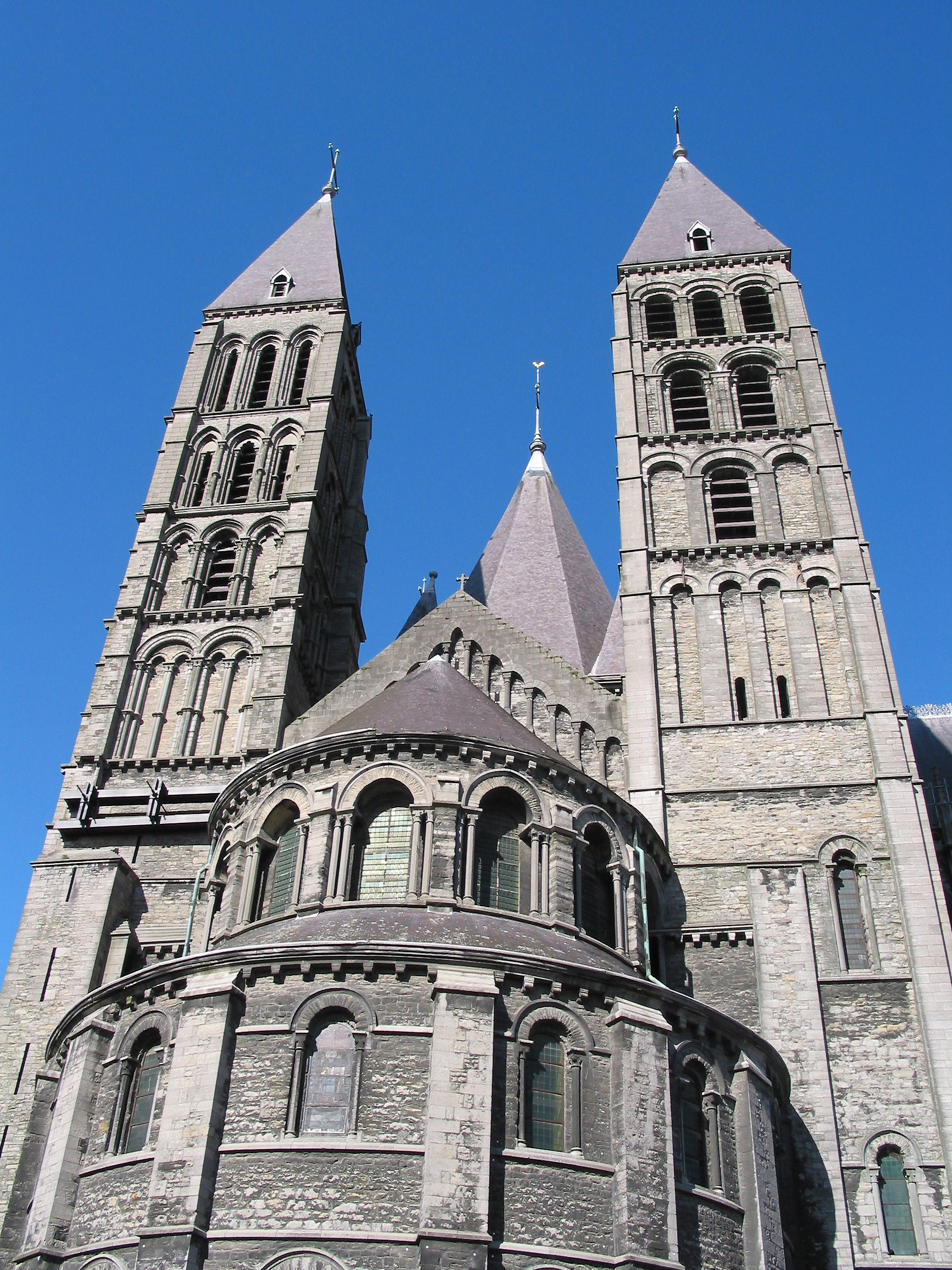
De kathedraal Notre-Dame te Doornik, waarvan de bouw in fasen heeft plaatsgevonden tussen 1140 en 1575, is architectonisch een zeer belangwekkend monument. Zij is in 2000 door de Unesco op de werelderfgoedlijst geplaatst.

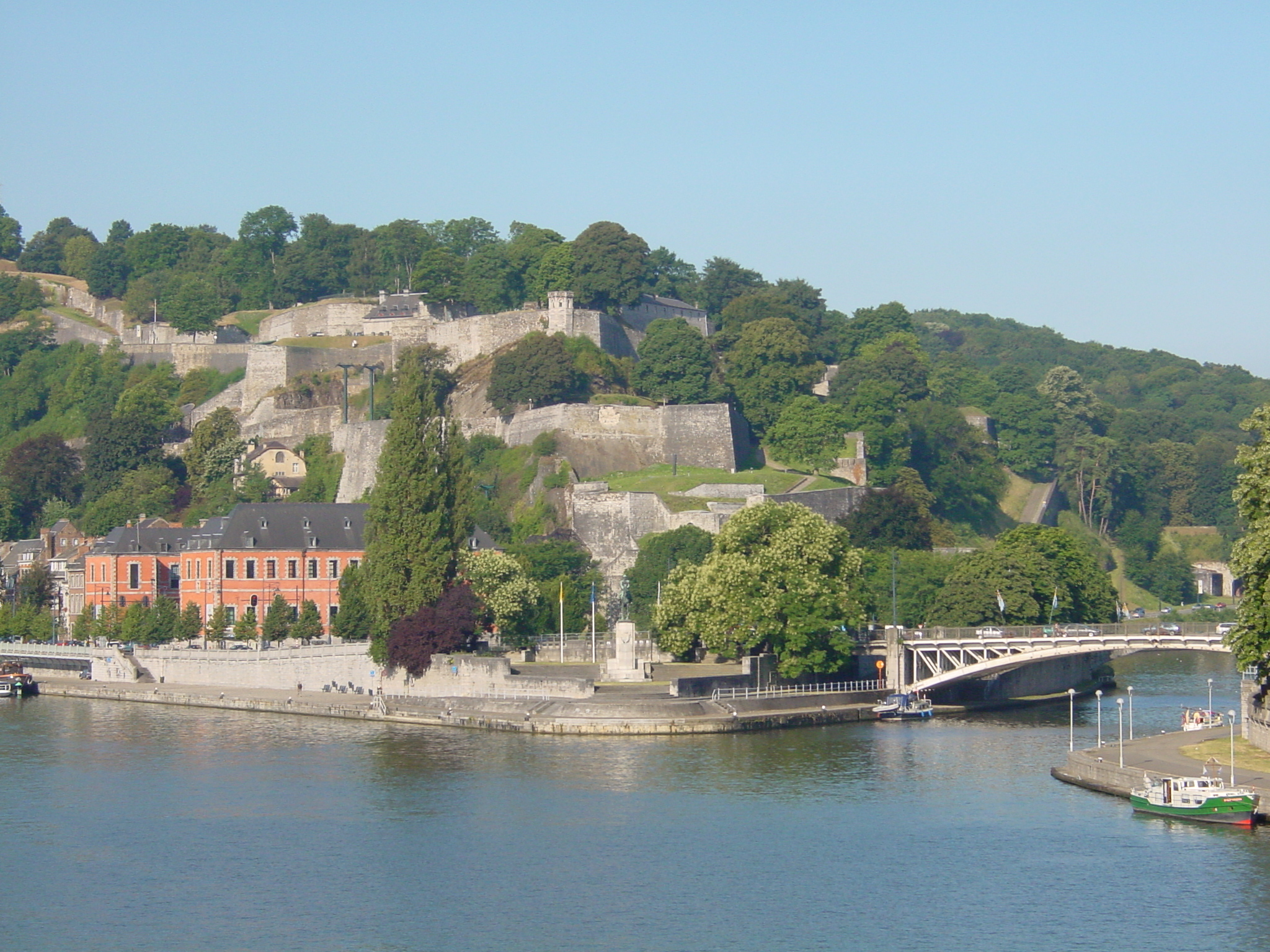
De Citadel van Namen. Het Waalse Parlement is gehuisvest in het roze gebouw, op een symbolische plaats bij de samenvloeiing van de Maas en de Samber. Twee derde van de bevolking van het gewest woont in de vallei van deze rivieren.

|        | Provincie                      | Hoofdstad      | Inwoners (1 jan. 2025) | Opp. (km²) | Inw. per km² |
| ------ | ------------------------------ | -------------- | ---------------------- | ---------- | ------------ |
| 1      | Waals-Brabant (Brabant wallon) | Waver (Wavre)  | 415.381                | 1.097      | 379          |
| 2      | Henegouwen (Hainaut)           | Bergen (Mons)  | 1.365.328              | 3.813      | 358          |
| 3      | Luik (Liège / Lüttich)         | Luik (Liège)   | 1.122.925              | 3.857      | 291          |
| 4      | Luxemburg (Luxembourg)         | Aarlen (Arlon) | 296.008                | 4.459      | 66           |
| 5      | Namen (Namur)                  | Namen (Namur)  | 505.348                | 3.675      | 138          |
| Totaal |                                |                | 3.704.990              | 16.901     | 219          |

## Demografie

### Demografische evolutie
Onderstaande grafiek is gebaseerd op de bevolkingscijfers van de vijf provincies die deel uitmaken van Wallonië zoals ze samengesteld waren op het ogenblik dat de verschillende volkstellingen werden gehouden. In de cijfers tot 1920 zijn de gemeenten die als onderdeel van het Verdrag van Versailles toekwamen aan België, de zogenaamde Oostkantons niet opgenomen. Cijfers voor 1970 zijn gebaseerd op de grenzen voor de overheveling van een aantal gemeenten vanuit Vlaanderen naar Wallonië en omgekeerd bij het vastleggen van de taalgrens in 1962. 
Inwoneraantal x 1000
- Bron:NIS - Opm:1831 t/m 1981=volkstellingen; vanaf 1990= inwoneraantal op 1 januari

In tegenstelling tot bovenstaande grafiek is de onderstaande grafiek gebaseerd op de bevolkingscijfers van de vijf provincies die deel uitmaken van Wallonië zoals ze op vandaag samengesteld zijn. In de cijfers tot 1920 zijn de gemeenten die als onderdeel van het Verdrag van Versailles toekwamen aan België, de zogenaamde Oostkantons niet opgenomen. In de cijfers voor 1970 is rekening gehouden met de overheveling van een aantal gemeenten vanuit Vlaanderen naar Wallonië en omgekeerd bij het vastleggen van de taalgrens in 1962. (Komen, Moeskroen, Voeren, Landen etc.)
Inwoneraantal x 1000
- Bron:NIS - Opm:1831 t/m 1981=volkstellingen; vanaf 1990= inwoneraantal op 1 januari

| Inwoners van jaar tot jaar op 1 januari - 1992 tot heden | Inwoners van jaar tot jaar op 1 januari - 1992 tot heden | Inwoners van jaar tot jaar op 1 januari - 1992 tot heden | Inwoners van jaar tot jaar op 1 januari - 1992 tot heden | Inwoners van jaar tot jaar op 1 januari - 1992 tot heden |
| Jaar                                                     | Aantal                                                   | Index (92=100)                                           | Aandeel% België                                          |                                                          |
| -------------------------------------------------------- | -------------------------------------------------------- | -------------------------------------------------------- | -------------------------------------------------------- | -------------------------------------------------------- |
| 1992                                                     | 3.275.923                                                | 100,0                                                    | 32,7%                                                    |                                                          |
| 1993                                                     | 3.293.352                                                | 100,5                                                    | 32,7%                                                    |                                                          |
| 1994                                                     | 3.304.351                                                | 100,9                                                    | 32,7%                                                    |                                                          |
| 1995                                                     | 3.312.795                                                | 101,1                                                    | 32,7%                                                    |                                                          |
| 1996                                                     | 3.314.421                                                | 101,2                                                    | 32,7%                                                    |                                                          |
| 1997                                                     | 3.320.805                                                | 101,4                                                    | 32,7%                                                    |                                                          |
| 1998                                                     | 3.326.707                                                | 101,6                                                    | 32,6%                                                    |                                                          |
| 1999                                                     | 3.332.454                                                | 101,7                                                    | 32,6%                                                    |                                                          |
| 2000                                                     | 3.339.516                                                | 101,9                                                    | 32,6%                                                    |                                                          |
| 2001                                                     | 3.346.457                                                | 102,2                                                    | 32,6%                                                    |                                                          |
| 2002                                                     | 3.358.560                                                | 102,5                                                    | 32,6%                                                    |                                                          |
| 2003                                                     | 3.368.250                                                | 102,8                                                    | 32,5%                                                    |                                                          |
| 2004                                                     | 3.380.498                                                | 103,2                                                    | 32,5%                                                    |                                                          |
| 2005                                                     | 3.395.942                                                | 103,7                                                    | 32,5%                                                    |                                                          |
| 2006                                                     | 3.413.978                                                | 104,2                                                    | 32,5%                                                    |                                                          |
| 2007                                                     | 3.435.879                                                | 104,9                                                    | 32,5%                                                    |                                                          |
| 2008                                                     | 3.456.356                                                | 105,5                                                    | 32,4%                                                    |                                                          |
| 2009                                                     | 3.475.671                                                | 106,1                                                    | 32,3%                                                    |                                                          |
| 2010                                                     | 3.498.384                                                | 106,8                                                    | 32,3%                                                    |                                                          |
| 2011                                                     | 3.525.540                                                | 107,6                                                    | 32,2%                                                    |                                                          |
| 2012                                                     | 3.546.329                                                | 108,3                                                    | 32,1%                                                    |                                                          |
| 2013                                                     | 3.563.060                                                | 108,8                                                    | 32,1%                                                    |                                                          |
| 2014                                                     | 3.576.325                                                | 109,2                                                    | 32,1%                                                    |                                                          |
| 2015                                                     | 3.589.744                                                | 109,6                                                    | 32,0%                                                    |                                                          |
| 2016                                                     | 3.602.216                                                | 110,0                                                    | 32,0%                                                    |                                                          |
| 2017                                                     | 3.614.473                                                | 110,3                                                    | 31,9%                                                    |                                                          |
| 2018                                                     | 3.624.377                                                | 110,6                                                    | 31,9%                                                    |                                                          |
| 2019                                                     | 3.633.795                                                | 110,9                                                    | 31,8%                                                    |                                                          |
| 2020                                                     | 3.645.243                                                | 111,3                                                    | 31,7%                                                    |                                                          |
| 2021                                                     | 3.648.206                                                | 111,4                                                    | 31,7%                                                    |                                                          |
| 2022                                                     | 3.662.495                                                | 111,8                                                    | 31,6%                                                    |                                                          |
| 2023                                                     | 3.681.575                                                | 112,4                                                    | 31,5%                                                    |                                                          |
| 2024                                                     | 3.692.283                                                | 112,7                                                    | 31,4%                                                    |                                                          |
| 2025                                                     | 3.704.990                                                | 113,1                                                    | 31,3%                                                    |                                                          |

### Bevolking

Bevolkingspiramide

Op 1 januari 2025 telde Wallonië 3.704.955 inwoners. De grootste steden zijn Charleroi, Luik, Namen, Bergen, La Louvière, Doornik en Verviers. Op Doornik na liggen deze steden allemaal op de zowat 180 kilometer lange smalle industrie-as in de valleien van Maas, Samber, Vesder en Hene. Deze strook die slechts 11% van de totale oppervlakte inneemt maar goed is voor bijna 45% van de bevolking is in tegenstelling tot de rest van Wallonië erg verstedelijkt als gevolg van de industriële ontwikkeling in de 19e eeuw en eerste helft van de 20e eeuw. Gemiddeld wonen hier 837 inw/km² tegenover 133 inw/km² voor het resterende landelijke gebied.
De industriële ontwikkeling van Wallonië bracht een sterke migratiestroom naar Wallonië op gang omdat de lokale bevolking niet volstond om te voldoen aan de enorme behoefte aan werkkrachten. In de 19e en begin 20e eeuw kwamen deze migranten hoofdzakelijk uit het toen economisch veel zwakkere en dichtbevolkte Vlaanderen. Na de Tweede Wereldoorlog ging het vooral om Italianen die actief waren in de mijnbouw. Aan deze laatste migratie kwam eind jaren '50 abrupt een einde naar aanleiding van de Mijnramp van Marcinelle. Ondanks deze belangrijke migratie is de totale bevolking van Wallonië vooral vanaf 1900 minder snel toegenomen dan deze van Vlaanderen en Brussel waardoor het aandeel in de totale Belgische bevolking van 42,66% in 1866 is teruggelopen naar 31,33% (2025).

## Taal
De taalgrens met Vlaanderen is tussen 1960 en 1971 in een aantal wetten vastgelegd. In 1963 zijn 25 overwegend Franssprekende gemeenten gelegen in Vlaamse provincies met in totaal 90.000 inwoners overgeheveld naar Wallonië en zo bij het Franse taalgebied gevoegd. Omgekeerd werden 24 overwegend Nederlandstalige gemeenten gelegen in Waalse provincies, met in totaal 23.000 inwoners, overgeheveld naar Vlaanderen en zo bij het Nederlandse taalgebied gevoegd. Een aantal van deze gemeenten kreeg bij deze aanpassing het statuut van faciliteitengemeente. Naast Frans en Duits wordt in Wallonië en zijn randgebieden nog door een minderheid Nederlands gesproken.
- In de gemeenten Komen-Waasten (Comines-Warneton), Edingen (Enghien), Vloesberg (Flobecq) en Moeskroen (Mouscron) bestaan zekere faciliteiten voor de Nederlandstalige inwoners.
- In het oosten van de provincie Luik hebben de zogeheten 'Platdietse' gemeenten Baelen, Plombières en Welkenraedt voor hun Nederlandstalige inwoners in 1966 eveneens deze wettelijke mogelijkheid gekregen, maar daaraan is in bestuurlijke zin geen praktisch gevolg gegeven.

De twee belangrijkste streektalen zijn het Waals en het Picardisch, maar beide zijn in de loop van de twintigste eeuw sterk teruggedrongen door het Frans.

## Politiek
De bevoegdheden van het Waals Gewest zijn vastgelegd in de Belgische Grondwet en de Bijzondere Wet tot Hervorming der Instellingen.
In tegenstelling tot de situatie in Vlaanderen werd het Waals Gewest, bevoegd voor onder meer economie, werkgelegenheid, openbare werken, openbaar vervoer, landbouw en ruimtelijke ordening, niet versmolten met de Franse Gemeenschap, die bevoegd is voor onder meer cultuur, onderwijs en welzijn en dit voor alle Franstaligen zowel in het Waalse gewest als in het Brussels Hoofdstedelijk Gewest. In dezelfde zin maken de negen Duitstalige gemeenten in de Oostkantons wel deel uit van het Waals Gewest maar hebben deze hun eigen Duitstalige Gemeenschap voor deze zogenaamde persoonsgebonden materies.

### Parlement
Het Waals Parlement is de volksvertegenwoordiging van het Waals Gewest.
Het parlement telt 75 zetels en wordt sedert 1995 rechtstreeks verkozen, voorheen werd het samengesteld uit de leden van de federale kamer verkozen in de Waalse kiesarrondissementen. Vanaf 1999 wordt er om de vijf jaar gekozen, gelijktijdig met de verkiezingen voor het Europees Parlement.

#### Samenstelling 1995-2029
| Partij      | 1995-1999 | 1999-2004 | 2004-2009 | 2009-2014 | 2014-2019 | 2019-2024 | 2024-2029 |
| ----------- | --------- | --------- | --------- | --------- | --------- | --------- | --------- |
| PS          | 30        | 25        | 34        | 29        | 30        | 23        | 19        |
| MR          | 19        | 21        | 20        | 19        | 25        | 20        | 26        |
| Les Engagés | 16        | 14        | 14        | 13        | 13        | 10        | 17        |
| Ecolo       | 8         | 14        | 3         | 14        | 4         | 12        | 5         |
| DN          | 2         | 1         | 4         | -         | -         | -         | -         |
| PTB         | -         | -         | -         | -         | 2         | 10        | 8         |
| PP          | -         | -         | -         | -         | 1         | -         | -         |
| Totaal      | 75        | 75        | 75        | 75        | 75        | 75        | 75        |

De onderstreepte getallen vormen de hieruit onderhandelde meerderheid.
Het absenteïsme bij de verkiezingen van 2014 bedroeg 12,12% (ook al is er een wettelijke opkomstplicht), 7,4% van de uitgebrachte stemmen waren blanco of ongeldig.

#### Kieskringen
Het Waals Gewest is onderverdeeld in 13 kieskringen die overeenstemmen met de oude federale kiesarrondissementen en dit in tegenstelling tot het Vlaams Gewest, dat besliste om ook voor de gewestverkiezingen de provinciale kieskringen, die in 2003 werden ingevoerd voor het federale parlement, te gebruiken. Iedere kieskring levert een aantal zetels in verhouding tot het aantal inwoners. Per provincie worden de reststemmen van de betroffen kieskringen volgens het systeem van de apparentering samengevoegd om het aantal "verloren" stemmen te beperken. Toch blijft het in de praktijk soms erg moeilijk om in de provincies Namen, Waals-Brabant maar vooral Luxemburg zetels te behalen gezien het gering aantal toe te kennen zetels. Zo behaalde de PS en Ecolo in 1999 geen enkele zetel in de provincie Luxemburg met respectievelijk 21,3% en 17,1% van de stemmen. De vijf beschikbare zetels werden gewonnen door de MR (3 zetels met 30,4%) en cdH (2 zetels met 26,3%) samen goed voor slechts 56,7% van de stemmen.
Kieskringen per provincie:
Provincie Henegouwen - 29 zetels: 
Charleroi: 9, Doornik - Aat - Moeskroen: 7, Bergen: 6, Thuin: 3, Zinnik: 4
Provincie Luik - 23 zetels: 
Luik: 13, Hoei - Borgworm: 4, Verviers: 6
Provincie Namen - 10 zetels: 
Dinant - Philippeville: 4, Namen: 6
Provincie Waals-Brabant - 8 zetels: 
Nijvel: 8
Provincie Luxemburg - 5 zetels: 
Aarlen - Bastenaken - Marche-en-Famenne - Neufchâteau - Virton: 5

### Regering
Het dagelijks bestuur van het Waals Gewest is in handen van de Waalse Regering. Momenteel is dit de regering-Dolimont, een coalitie tussen de Mouvement Réformateur en Les Engagés.

## Verkeer en vervoer

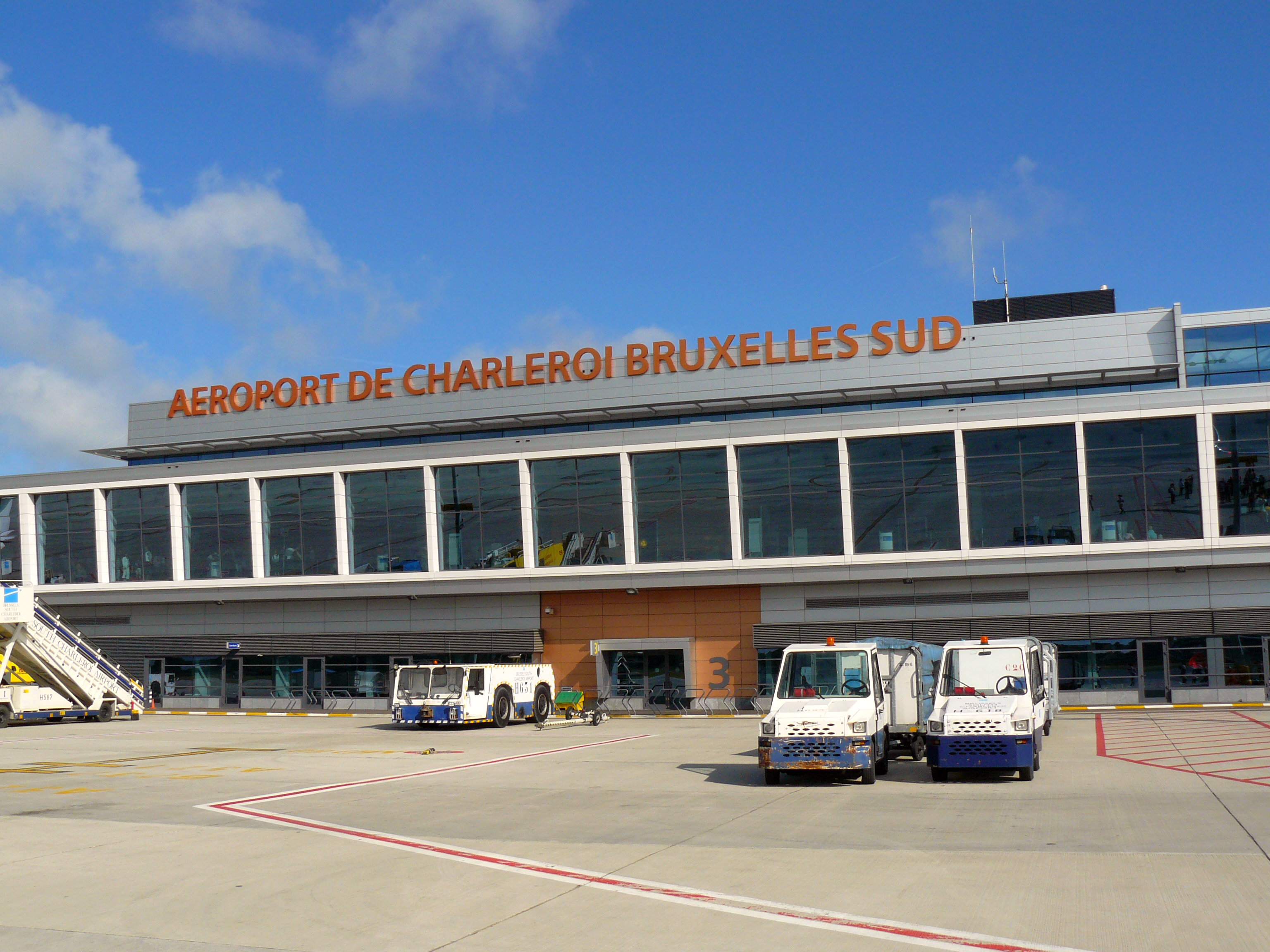
De luchthaven Brussel-Zuid/Charleroi

Station Luik-Guillemins (2013)

Het vervoer per tram, bus en metro binnen het Waals Gewest wordt uitgevoerd door de Opérateur du Transport de Wallonie (vroeger SRWT), onder de commerciële naam TEC (Transport en commun). Charleroi is de enige Waalse stad met tram of metro, namelijk de premetro (Métro léger de Charleroi). Er wordt een tramlijn in Luik aangelegd.
Het spoorvervoer is een verantwoordelijkheid van de federale overheid en wordt verzorgd (net als in de rest van België) door de NMBS (Nationale Maatschappij der Belgische Spoorwegen). Charleroi, en dan met name het Station Charleroi-Centraal, is een belangrijk spoorwegknooppunt. Onder andere de doorgaande intercity van Luik naar Rijsel stopt er. Naar reizigersaantallen is het station van de kleinere stad Ottignies-Louvain-la-Neuve op de lijn Brussel-Namen het belangrijkste station met bijna 22.000 opstappende reizigers per dag (2013). Deze status dankt het vooral aan de nabijheid van de UCL en het pendelverkeer naar het nabije Brussel. Daarna volgen Namen, Luik-Guillemins, Charleroi-Centraal en Bergen waar in navolging van Luik een gloednieuw station van architect Santiago Calatrava in aanbouw is. Charleroi is de enige Waalse stad met een metrosysteem, de premetro (Métro léger de Charleroi)
In Gosselies ligt de luchthaven van Charleroi, officieel Brussels South Charleroi Airport, deze kende tot de komst van Ryanair in 1997 een sluimerend bestaan, maar is vanaf dan explosief gegroeid en verwerkt anno 2014 meer dan 6 miljoen passagiers. Liege Airport te Bierset legt zich vooral toe op vrachttransport met als belangrijkste speler TNT.
Wallonië kent geen zeehavens maar heeft in Luik aan de Maas en het Albertkanaal met een overslag van ongeveer 21 miljoen ton (2011) de derde grootste haven in Europa voor de binnenscheepvaart (na Duisburg en Parijs). Maas en Samber zijn sinds oudsher bevaarbaar en belangrijke transportwegen geweest. In de 19e eeuw (Kanaal Charleroi-Brussel en Centrumkanaal) en 20e eeuw (Albertkanaal) werden de industriebekkens van Luik en Henegouwen via kanalen verbonden met respectievelijk Brussel, Frankrijk en de Haven van Antwerpen. Deze kanalen en rivieren werden eind vorige eeuw gemoderniseerd en 365 km van de in totaal 450 km zijn nu bevaarbaar voor schepen van klasse IV of hoger (Albertkanaal). Op het Centrumkanaal werd hiervoor een nieuwe scheepslift gebouwd die dikwijls wordt genoemd als GTI en voorbeeld van de Belgische wafelijzerpolitiek.
Het Waals Gewest beheert, sinds de verantwoordelijkheid voor openbare werken in de jaren 80 van het federale niveau overging naar de gewesten, ook de gewestwegen in Wallonië, inclusief het netwerk van 869 kilometer autosnelwegen. Met de bouw van dit laatste werd begonnen eind jaren 60 van de twintigste eeuw (Autoroute de Wallonie) maar het werd vooral uitgebouwd in de jaren 70 en 80 en voltooid rond de eeuwwisseling. Het Waalse snelwegnetwerk dat 2 kilometer langer is dan het Vlaamse kent in tegenstelling hiermee geen structurele fileproblemen. Behalve hun nummer dragen de Waalse autosnelwegen naar analogie met wat in Frankrijk gebruikelijk is ook een naam:

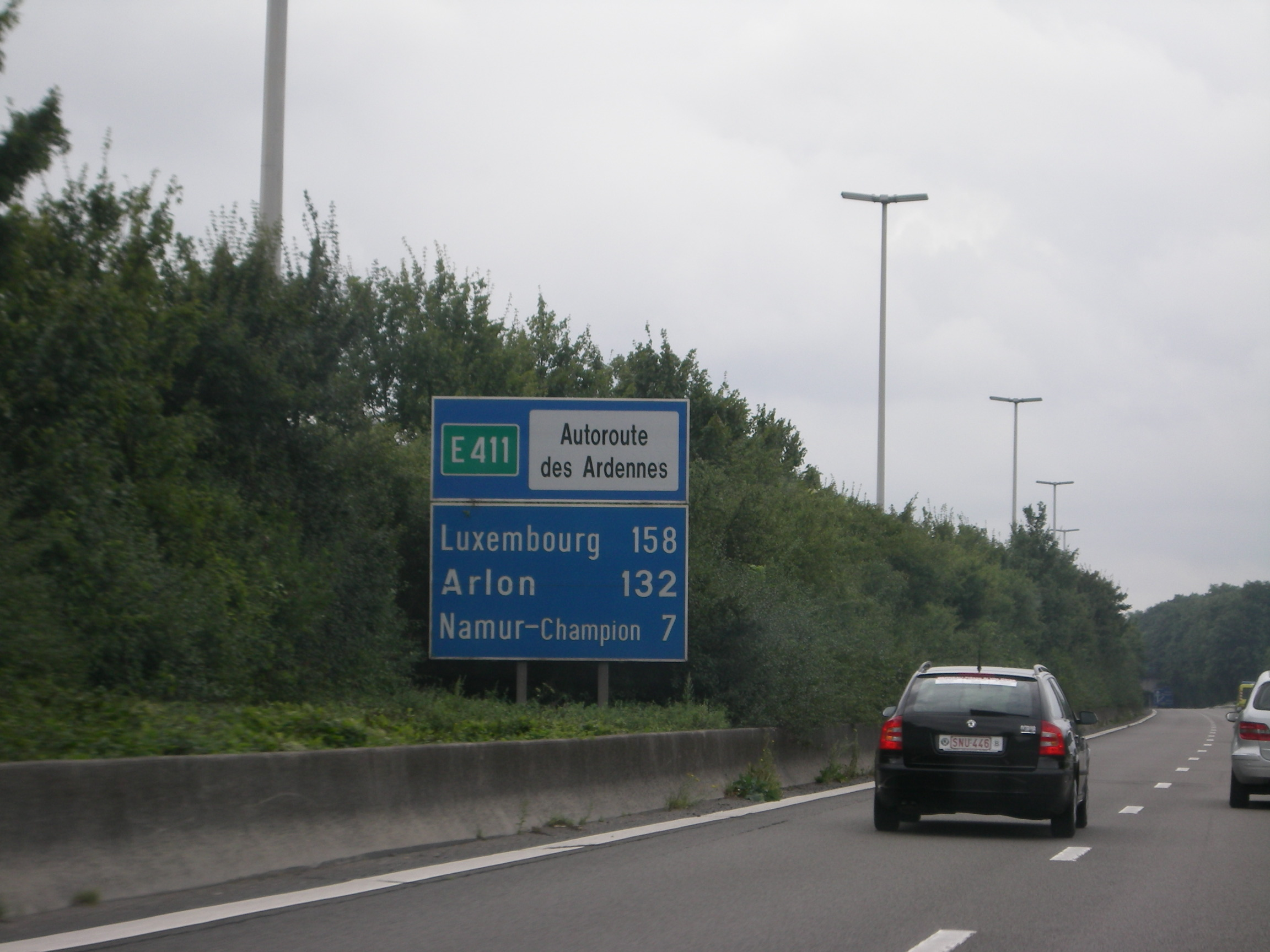
Wegwijzer 'Autoroute des Ardennes

E25 - Autoroute du Soleil, 
E40 - La Hesbignonne, 
E42  - Autoroute de Wallonie, 
E313 - Autoroute Roi Baudouin, 
E411 - Autoroute des Ardennes, 
E420 - La Carolorégienne, 
E429 - La Hennuyère

## Kunst en cultuur
Het Waalse culturele leven maakt een betrekkelijke bloei door. Een specialiteit zijn stripverhalen in albumvorm gepubliceerd.
- Zie ook: Museum van het Waalse leven.